# Koziejówka (Ułazów)
Koziejówka – przysiółek wsi Ułazów w Polsce położona w województwie podkarpackim, w powiecie lubaczowskim, w gminie Stary Dzików.
W latach 1975–1998 miejscowość administracyjnie należała do województwa przemyskiego.
Przez miejscowość przepływa Wirowa, niewielka rzeka dorzecza Wisły, dopływ Tanwi.
Wierni Kościoła rzymskokatolickiego należą do parafii Trójcy Przenajświętszej w Starym Dzikowie.